# Xysticus pentagonius
Xysticus pentagonius là một loài nhện trong họ Thomisidae.
Loài này thuộc chi Xysticus. Xysticus pentagonius được miêu tả năm 2004 bởi Seyfulina & Mikhailov.